# Ghumarwin
Ghumarwin é uma cidade e uma nagar panchayat no distrito de Bilaspur, no estado indiano de Himachal Pradesh.

## Demografia
Segundo o censo de 2001, Ghumarwin tinha uma população de 5720 habitantes. Os indivíduos do sexo masculino constituem 53% da população e os do sexo feminino 47%. Ghumarwin tem uma taxa de literacia de 78%, superior à média nacional de 59,5%: a literacia no sexo masculino é de 80% e no sexo feminino é de 76%. Em Ghumarwin, 11% da população está abaixo dos 6 anos de idade.